# Tain-l'Hermitage
Tain-l'Hermitage er en by og en kommune i det franske departement Drôme.
Byen ligger på Rhônes venstre bred over for Tournon-sur-Rhône, som hører til Ardèche. Udsigten fra bakken, der er fyldt med vinmarker, oven for byen har tiltrukket mange turister gennem årene, blandt andet Thomas Jefferson.
Kommunen er kendt for sin vinproduktion som blandt andet omfatter Hermitage AOC, Crozes-Hermitage AOC og Cornas AOC. De mest almindelige druesorter i området er den blå Syrah og de grønne Marsanne og Roussanne. Endvidere har chokoladevirksomheden Valrhona hovedkvarter her.

## Eksternt link
- Wikimedia Commons har flere filer relateret til Tain-l'Hermitage